# Томский аграрный колледж
То́мский агра́рный ко́лледж (ТАК) — первое и старейшее в Сибири учреждение среднего специального агро-технического образования.
- Полное официальное наименование по состоянию на июнь 2013 года: Томское областное государственное бюджетное образовательное учреждение среднего профессионального образования «Томский аграрный колледж»

- Сокращённое наименование: ТАК или ОГБОУ СПО «Томский аграрный колледж»

## Начало истории
К началу XX века Томск — один из самых крупных торгово-промышленных центров в Русской Азии и столица Томской губернии, — значительной части территории Западной Сибири.
В связи со строительством и запуском Томской (Сибирской) железной дороги и началом аграрных столыпинских реформ, за Уралом возникла проблема дефицита, недостатка подготовленных работников и ремесленников для обеспечения этих грандиозных начинаний. Также для абитуриентов первых за Уралом высших учебных заведений (Сибирский Томский Государственный Императорский Университет и Томский Императорский Технологический Институт) требовались абитуриенты с высоким образовательным уровнем, который достигается выпускниками специализированных гимназий и коммерческих/реальных училищ второй (углубленной) ступени обучения. Сеть учреждений, ставших в будущем начальным специализированным (профессионально-техническим) образованием и осуществляющих подготовку техников (техникумы) ещё только зарождалась в ответ на вызовы времени.
Для решения задачи подготовки специалистов-техников в Томске открылись три училища: Коммерческое, Реальное и Ремесленное, фактически ставшие первыми томскими техникумами.

### Коммерческое училище
16 сентября 1901 года (по старому стилю) состоялось открытие Первого Сибирского Коммерческого Училища, которому в 1904 году Высочайше (императорским домом) было дозволено иметь наименование «имени цесаревича Алексея»: Первое Сибирское Коммерческое Училище Имени Цесаревича Алексея. Открытию училища предшествовало то обстоятельство, что ещё в 1896 году среди западно-сибирского купечества возникла мысль об открытии в Томске коммерческого учебного заведения и в том же году Томским купеческим обществом было решено установить ежегодный денежный сбор с лиц, «выбирающих» гильдейские и сословные свидетельства, на организацию будущего училища. Самые значительные (по деньгам того времени) вклады в создание Коммерческого училища были сделаны пожертвованием 30 тысяч золотых рублей торговым домом «Ефграф Кухтеринъ и Сыновья» и 10 тысяч рублей было ассигновано Томской городской думой с передачей училищу здания на Магистратской улице (ныне ул. Р. Люксембург). Однако это деревянное здание не могло полностью удовлетворить потребности учебного заведения, и поэтому встал вопрос о строительстве нового каменного здания. Усилиями и меценатским подвижничеством купца И. Е. Кухтерина в дар новому училищу, при участии архитектора К. К. Лыгина, было построено на Соляной площади специальное большое трёхэтажное здание. 10-го августа 1904 года Училище торжественно вселилось в этот новый учебный корпус.

### Политехническое училище — институт

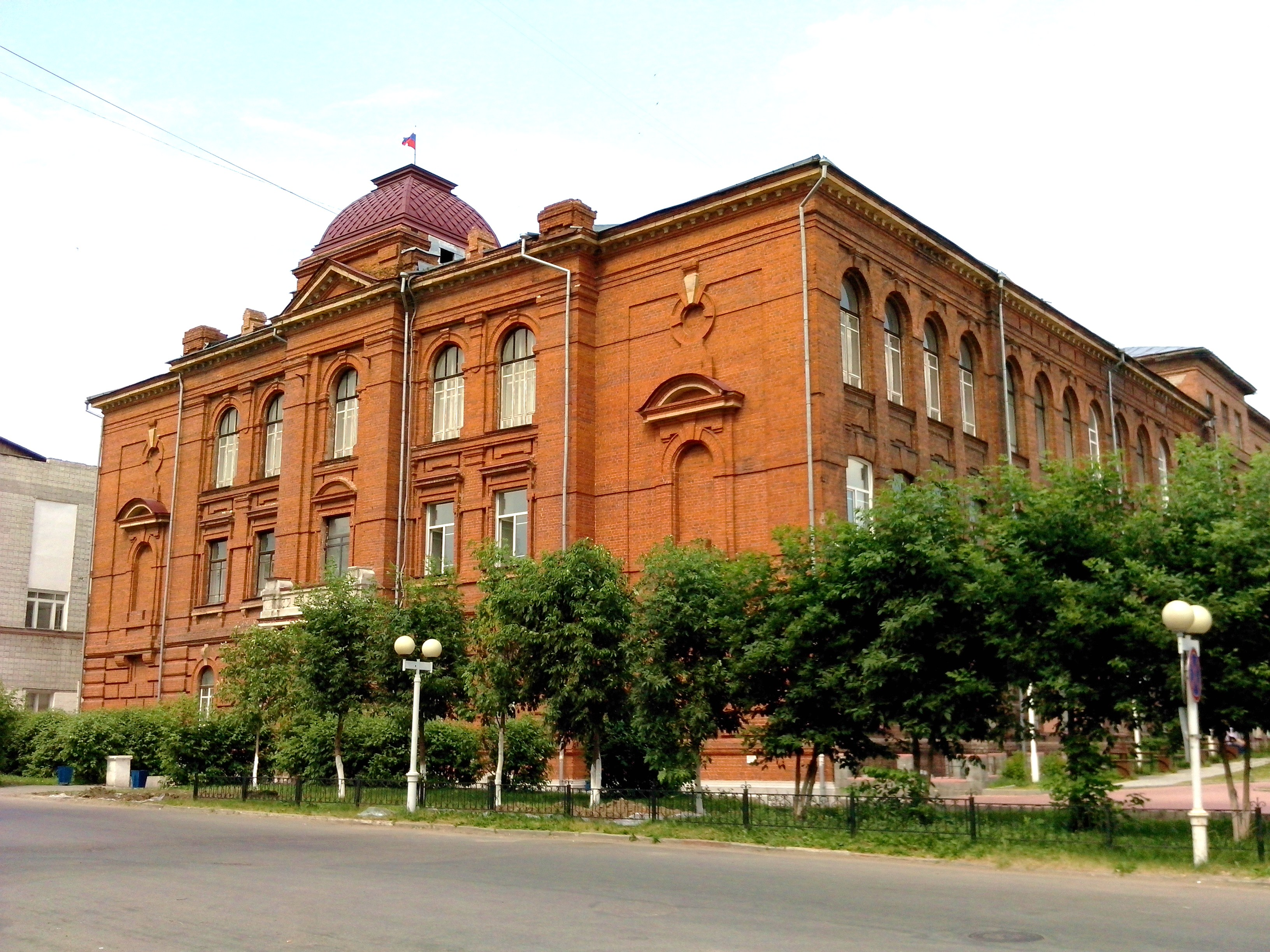
Здание Коммерческого училища. Фото 2013 года.

В 1911 году Коммерческое училище, реорганизацией на три основных образовательных отделения — технических наук, горного дела и землемерия, было преобразовано в Первое Сибирское Политехническое Училище Имени Цесаревича Алексея.
Основой появления аграрно-технического образования стало открытие в этом учебном заведении Землемерного отделения, которое состоялось в октябре 1912 года.
В начале XX века Российское государство уделяло развитию сельского хозяйства и поддержке крестьянской инициативы большое внимание. И, прежде всего, выделению земельных наделов переселенцам в Сибири. Что особенно примечательно, правительство Российской империи ставило задачу не только подготовки профессиональных техников-геодезистов. Выпускники землемерного отделения Сибирского Коммерческого Училища должны были уметь учитывать почвенные условия региона, «…быть сведущими в культурно—технических работах и сельском хозяйстве». То есть, уже тогда была заложена база для подготовки квалифицированных кадров для села.

(Сайт Томского аграрного колледжа, 2013 год)
Преподавание в Первом Сибирском политехническом (коммерческом) училище осуществляли многие известные профессора и лекторы Томского государственного университета и Томского технологического института. Это значительно повышало качество обучения студентов и повышало их профессиональный уровень, который ценили работодатели региона. Фактически вторая ступень обучения здесь начинала размывать грани между техническим и высшим инженерным образованием, которое давалось преподавателями томских вузов.
После февральской революции 1917 года учебное заведение открыло 3 новых горно-технических отделения и к осени было повышено до статуса вуза, называлось Первым Сибирским Практическим Политехническим Институтом.
Однако осенью учебный процесс был сорван начавшимися событиями Октябрьской (1917) революции и начавшейся после этого Гражданской войной. Прекрасное здание использовалось сначала под госпиталь частей Чехословацкого корпуса, затем, при власти правительства Колчака, здесь действовала Всероссийская академия Генерального штаба Русской (Белой) армии. С приходом в Томск в конце декабря 1919 года частей 5-й Красной Армии новая власть стала по-новому формировать Политехнический Институт. Сюда весной, в спешном порядке, ввели пролетарскую молодёжь на рабоче-крестьянские высшие политехнические курсы. В конце-концов учреждение определяется как Сибирский (Томский) рабоче-крестьянский практический политехнический институт. Летом 1922 года вузу присвоено имя товарища К. А. Тимирязева.
Интересный факт: менее чем за месяц до свержения первого периода советской власти в Томске, 6-го мая 1918 года в Томском Политехническом (Коммерческом) Институте открылась выставка картин томского художника М. М. Полякова.

В условиях разрухи после Гражданской войны, рядом трудностей для соответствия статусу вуза, с осени 1921 года учреждение опять вернулось в статус среднего специального профессионального учебного заведения.
24 мая 1923 года Томский практический политехнический институт и Томский государственный университет посетил прибывший в город нарком просвещения РСФСР тов. Луначарский. Он дал высокую оценку преподаванию в институте и заявил, что обучение здесь идёт на уровне вуза, при этом далеко не все институты Советской страны сегодня могут сравняться с таким высоким качеством образовательного процесса. А. В. Луначарский …восхищался оборудованием томских вузов, считая, что «политехникум и университет могут сравниться с лучшими в России, стать рядом со многими европейскими учебными заведениями». Через месяц нарком Луначарский реорганизует учебное учреждение в крупнейший в РСФСР ссуз, в Первый Сибирский Политехнический Техникум им. тов. К. А. Тимирязева (II ступени обучения) — стране остро не хватает техников.

### Сибирский политехникум
В июле 1923 года Первый Томский Практический Политехнический Институт им. тов. Тимирязева преобразован в Первый Сибирский политехникум им. К. А. Тимирязева (политехникум), в котором установлен трёхлетний срок обучения по двум основным специализациям — технической и аграрной (земледельческой).
Обеспечивая потребности сибирской промышленности и сельского хозяйства в специалистах средней квалификации, Сибирский политехникум за 1923—1928 гг. подготовил и выпустил для работы в системе народного хозяйства Сибирского края 310 техников. В 1928 году произошла реорганизация техникума в создание на его базе двух новых техникумов (политехникум и сельхоз-техникум), так как усилился дефицит потребности экономики в достаточном количестве специалистов-техников. Также на пороге массовой коллективизации резко возрос спрос на специалистов сельского хозяйства, что красной строкой было вписано в резолюцию пленума ЦК ВКП(б), состоявшегося в ноябре 1929 г.: «…Особое внимание партии, Советов, колхозной системы должно быть привлечено к проблеме кадров. Колхозное движение приняло такие размеры, которые требуют решительной, революционной перестройки всей системы, программы и методов подготовки организаторов, агрономов, инженеров, землеустроителей, техников, финансово-счётных работников и т. д. для колхозного строительства».

## История Томского сельскохозяйственного техникума
Фактически самостоятельная история Томского сельскохозяйственного техникума начинается с разделения политехникума в 1928 году на два самостоятельных техникума: политехникум и сельхоз-техникум.
В эти же годы решениями советской власти уже из этого сельхозтехникума выделяются новые небольшие учебные заведения профиля профтехобразования. В условиях начавшегося в стране раскрестьянивания и коллективизации и наплыва в город молодёжи из села в Томске создаются новые училища и техникумы. Некоторые из них начинают дублировать друг друга. Бывшее Землемерное отделение Коммерческого училища (Практического института) с материальной базой на улице Карла Маркса, 19, является собственно Томским сельскохозяйственным техникумом Западно-Сибирского края (ТСХТ). Техникум с 1930-х гг. имеет в своём распоряжении уже обширную материально-техническую базу, практические навыки студенты получают на различных (в Томске и в районах Томского округа) селекционных и опытных станциях сельскохозяйственного профиля.
Суровое время Великой Отечественной войны ТСХТ пережил достаточно стабильно, однако контингент обучающихся с преобладания юношей практически полностью сместился в сторону обучающихся девушек.
Во вновь созданной в августе 1944 года Томской области ТСХТ становится областным образовательным учреждением в системе Минсельхоза РСФСР.
Послевоенное время, 1950-е годы, потребовали восстановления сельскохозяйственной базы, перестройки села на решение продовольственной безопасности страны. Вновь начинается бурное развитие сельскохозяйственного образования.
В томском архиве хранится документация по проекту строительства водонапорной башни для подсобного учебного хозяйства ТСХТ в Туганском районе (1955 год). Создаётся большое опытно-учебное хозяйство (Учхоз сельхозтехникума) со своим экспериментальным прудом, которое расположено в ближайшем пригороде, чуть южнее Иркутского тракта и формируемой тогда улицы Суворова.
В 1950-х годах параллельно ТСХТ в Томске действуют и другие техникумы сельскохозяйственной специализации, такие, как Томский ветеринарный техникум и Томский зооветеринарный техникум, Томская средняя сельскохозяйственная школа, Томская областная агрономическая школа. Для упорядочения сельскохозяйственного образования и усиления, повышения эффективности процесса обучения, по совместному постановлению исполкома Томского областного Совета народных депутатов трудящихся и Бюро Томского обкома КПСС № Б-52/3 от 7 сентября 1957 года «О слиянии двух зооветеринарных техникумов и сельхозтехникума в один сельскохозяйственный техникум», был образован единый Томский сельскохозяйственный техникум. Все другие учебные заведения подобного сельскохозяйственного профиля упразднялись или введены со своей материальной и учебно-методической базой в ТСХТ нового формирования. Главным корпусом объединённого техникума (с сохранением у него выставки сельскохозяйственной механизации и машинно-тракторной техники) остаётся здание по улице К. Маркса, 19. Техникуму также передано здание по адресу пл. Соляная, 11 (оно же ул. Пушкина, 24) и, временно, до постройки нового учебного корпуса — здание по улице Малая Подгорная, 3. ТСХК становится крупнейшим сельскохозяйственным техникумом РСФСР того времени.
ТСХТ формирования 1957 года явился историческим правопреемником следующих предыдущих томских учебных заведений:
- Землемерное отделение Первого Сибирского Коммерческого Училища и Томского практического политехнического института/техникума;
- Томский сельскохозяйственный техникум 1928—1957 гг.,
- Первый и Второй томские зооветеринарные техникумы;
- Томская средняя сельскохозяйственная школа;
- Томская областная агрономическая школа.

В следующее десятилетие техникум показывает высокие достижения и качество образования, ведёт интенсивную опытно-производственную деятельность имея сеть подсобных и экспериментальных площадок, опытных станций и лабораторий. ТСХТ получает авторитет и признательность в РСФСР и в СССР.
В 1967 году, за большие заслуги в подготовке специалистов сельского хозяйства для экономики Западной Сибири, Указом Президиума Верховного Совета СССР техникум был награждён Орденом Трудового Красного Знамени.
Выпускники ТСХТ работали практически во всех колхозах и совхозах Томской области, соседних регионов, многие из них (как, например, Герой Социалистического Труда Ремберт Эльмарович Палосон) состоялись как видные сельскохозяйственные руководители. Эти же традиции сохраняются и в настоящее время.

### Совхоз-техникум
В 1974 году техникум был переформирован в Томский ордена Трудового Красного Знамени совхоз-техникум Главного управления сельскохозяйственных техникумов Министерства сельского хозяйства РСФСР. 26 ноября 1985 года совхоз-техникум перешёл в подчинение Главному управлению сельскохозяйственных техникумов Государственного агропромышленного комитета РСФСР.
В 1970-х годах, благодаря повышенному вниманию областной власти (руководитель — Е. К. Лигачёв) материальная база техникума стала существенно пополняться зданиями новых учебных корпусов и общежитий для студентов. В начале 1980-х заложено основание новой базы техникума по адресу Иркутский тракт, 181 (общежития, учебные корпуса, лаборатории, ветеринарный пункт). Достройка и введение в эксплуатацию этого комплекса осуществляется сейчас, с 2005 года.
В 1983 году в качестве новой площадки подсобного и учебно-экспериментального хозяйства совхозу-техникуму была переданная часть материальной базы и Кузовлевское отделение пригородного совхоза «Кузовлевский».
16 февраля 1992 года совхоз-техникум вновь реорганизован в Томский сельскохозяйственный техникум Министерства сельского хозяйства Российской Федерации. С августа 1999 года по 2012 год техникум находится в ведении Министерства сельского хозяйства и продовольствия Российской Федерации.
В 1990-х годах, с созданием Томского сельскохозяйственного института (ТСХИ), многие учебные программы и курсы ТСХТ и нового ТСХИ были интегрированы друг с другом. Часть базы ТСХТ (в частности, здания по ул. К. Маркса, 19 и по ул. Пушкина, 24) была предоставлена для развёртывания ТСХИ, скорректированы учебные планы двух учреждений так, чтобы выпускники ТСХТ могли бы легко поступить в ТСХИ для продолжения углублённой учёбы.
В 1994 году на базе ТСХТ открыт Зооветеринарный центр.
В 1997 году открываются подразделения Асиновский и Колпашевский учебно-консультативные пункты ТСХТ и новое учебно-производственное хозяйство. Через несколько лет эти пункты в Асино и Колпашево реорганизованы в филиалы ТСХТ.
В 2008 году ТСХИ становится победителем в приоритетном национальном проекте «Образование» с программой «Система подготовки кадров для высокотехнологичных предприятий Сибирского региона», получил финансирование на закупку современного оборудования.
С 2012 года такие российские учебные заведения (техникумы) с уровня федеральных министерств и ведомств были переданы в ведение субъектов Федерации. ТСХТ был передан в ведение Администрации Томской области и областного бюджетного финансирования, данная же Администрация выступает учредителем учебного заведения. Одновременно с упорядочением межбюджетных отношений федерального Центра и областей в Российской Федерации, техникум пошёл на свою внутреннюю структурную реорганизацию.

### Томский аграрный колледж
С 2012 года, в связи с трансформацией системы науки и образования в России, учебное заведение реорганизовано в Томский аграрный колледж.
Сегодня колледж — это многопрофильное среднее профессиональное учебное заведение, обладает современной материальной базой, что создаёт благоприятные условия для получения высококачественного образования. Студенты, используя образовательный потенциал колледжа, с честью и достоинством представляют своё учебное заведение, ежегодно становясь победителями олимпиад и конкурсов профессионального мастерства, Лауреатами премии Томской области в сфере образования, науки, культуры и здравоохранения, активно участвуют в семинарах, конференциях разного уровня, где представляют творческие, исследовательский и проектные работы. Накоплен богатый опыт работы с взрослым населением в форме подготовки и развития компетенций на краткосрочных специализированных курсах, в том числе в аграрно-образовательном Региональном ресурсном центре на базе колледжа. Регулярно проводятся стажировки, курсы повышения квалификации и переподготовки кадров АПК по профилю основных образовательных программ.

## Современность
Основанный более 110 лет назад, Томский аграрный колледж хранит и приумножает свои славные традиции и стремится к новым успехам и достижениям. В условиях российской реформы 2013 года по преобразованию начальных и средних учреждений профтехобразования, а также в целях улучшения подготовки техников, агрономов и бакалавров, Аграрный колледж продолжает поиски новых методов работы, вписывается в новую структуру кадрового обеспечения потребностей региональной агропромышленной экономики.
Численность студентов колледжа на май 2013 года:
- Всего: 1156 человек, из них:
  - 804 человека на очной форме обучения;
  - 352 человека на заочной форме обучения.

## Руководители
Директорами Томского сельскохозяйственного и зооветеринарных техникумов, и ТСХТ нового формирования с 1957 г. были:
- 1930—1937 (ТСХТ) — Ф. Ф. Мелехов
- 1930—1936 (ТЗВТ) — А. Я. Чудинов
- 1936—1938 (ТЗВТ) — Н. М. Банин
- 1938—1939 (ТСХТ) — З. Н. Греченина
- 1939—1942 (ТСХТ) — Е. Н. Соколов
- 1939—1943 (ТЗВТ) — Суворов
- 1942—1944 (ТСХТ) — В. В. Мацкевич
- 1943—1957 (ТЗВТ) — З. Н. Гольберг
- 1944—1950 (ТСХТ) — Т. Ф. Ершова
- 1950—1955 (ТСХТ) — Н. В. Мастрюков
- 1955—1957 (ТСХТ) — И. В. Арзамасков
- 1957—1959 — И. Л. Арзамасков
- 1959—1970 — З. Г. Липатников
- 1970—1978 — А. И. Миргородский
- 1978—1998 — Е. В. Митрушкин
- с 1998—2018 — Альберт Яковлевич Оксенгерт
- с 2018 Кускова Елена Викторовна

## Учебные подразделения
- Образовательный ресурсный центр колледжа (переподготовка специалистов агропромышленного комплекса).
- Очное образовательное отделение.
- Заочное образовательное отделение.
- Филиалы в городе Колпашево (до 2013) и городе Асино (до 2014); в селе Подгорное Чаинского раона (с 2014), в селе Первомайское (с 2016).

- Учебно-производственные площадки и опытное хозяйство.
- Учебно-практическая ветеринарная клиника.

Учёба студентов проводится по следующим специальностям (2013):
- Механизация сельского хозяйства.
- Агрономия.
- Право и организация социального обеспечения.
- Страховое дело.
- Ветеринария.
- Зоотехния.
- Экономика и бухгалтерский учёт.
- Техническая эксплуатация и обслуживание электрического и электромеханического оборудования предприятий АПК.
- Эксплуатация сельскохозяйственных машин и оборудования.
- Правоохранительная деятельность.